# 聖伊內斯島
聖伊內斯島（Isla Santa Inés）是智利南部的小島，位於麥哲倫-智利南極大區的不倫瑞克半島西南，屬於火地群島的一部分，面積3,668平方公里，是群島中第三大島嶼，最高點海拔高度1,341米。

## 外部連結
- https://web.archive.org/web/20070102030111/http://www.whalesound.com/marine.htm